# Serra de Madres
La serra de Madres és un massís paleozoic del Pirineu oriental, situat entre el Conflent i el País de Sault (Llenguadoc). Toca els comuns nord-catalans de Censà i Mosset, de la comarca del Conflent, i El Bosquet i Conòsol, del País de Sault.
És a l'extrem nord-oest del Conflent i al sud del País de Sault.
Hi sobresurten les muntanyes del Pic del Bernat Salvatge (2.427 m alt) i el Madres (2.471 m), al Capcir, el pic de l'Ós (2.349 m). A l'oest, rau l'alta vall del riu Aude, mentre que a l'est s'estén un altiplà aspre anomenat l'Altiplà de Sornià que davalla suament fins a les Valls de la Fenolleda i el riu Aglí al nord i, més abruptament, a la vall del Tet al sud.
El cim, el roc del Madres, és al límit dels termes de Mosset i Censà, a les Garrotxes, una subcomarca del Conflent. Si al nord i a l'est forma terres de secà, al sud i oest és una serra costeruda i molt humida, i l'arbre més present és el faig. Són aquestes forests al sud del massís l'objecte de protecció del Parc Natural Regional del Pirineu Català. Al nord-oest rau el pic menor del Dormidor, i entre els dos una depressió anomenada el coll de Jau, que és el lloc de pas tradicional des del Conflent fins al País de Sault.
El cim del Madres (2.469 metres) està inclòs a la Llista dels 100 cims de la FEEC (Federació d'Entitats Excursionistes de Catalunya). És, a més, un destí freqüent en les excursions d'aquest racó dels Pirineus.